# Графство Хоя
Графството Хоя (на немски: Grafschaft Hoya; von (der) Hoyen) е територия на Свещената Римска империя в Долнорейнски имперски окръг (Вестфалски имперски окръг) в Долна Саксония, Германия от 1202 до 1582 г.
Намира се главно западно от р. Среден Везер. Резиденции са дворец Хоя и Нинбург, управлява се от фамилията Дом Хоя и от 1582 г. Каленберг или Курхановер. Територията на графството е 1400 км² (ок. 1800) и има 60 000 жители (ок. 1800).

## История
Първият граф на Хоя през 1202 г. според документи е Хайнрих I († 1235), който е в свитата на архиепископa на Бремен Хартвиг II фон Утледе. През 1215 г. графовете купуват свободното графство Нинбург, разширяват се на юг, през 1338 г. те купуват графство Алтбруххаузен. Графството обхваща почти цялата територия на Средния западен Везер регион с площ от 2250 км², голямо почти колкото днешен Саарланд.
През 1345 г. графството е разделено между двама братя графове на горно графство (Нинбургска линия) и долно графство (Хоянска линия). Графството е заедно управлявано. През 1497 г. измира линията Хоя и попада на Нинбург.
От 1351 до 1359 г. графството Хоя има т.нар. „Конфликт Хоя“ с ханза-град Бремен. Бремен загубва през 1358 г. при сражение на Алер и трябва да плати високи суми за освобождението на своите пленници.
През началото на 16 век започва залезът на графството. Графовете на Хоя са с големи финансови задължения главно заради военните им предприемания. През 1512 г. графството е завладяно от херцозите на род Велфи и графската фамилия отива при роднините си в Източна Фризия. През 1519 г. те могат да си върнат графството обратно след заплащането на висока сума и се подчиняват на съседните могъщи херцози от Херцогство Брауншвайг-Люнебург.
На 25 февруари 1582 г. умира последният граф на Хоя, Ото VIII, в резиденцията си дворец Хоя. Графството Хоя е поделено между линиите на Велфите. Те стават по-късно като курфюрсти и крале на Хановер господари на Графство Хоя. През 1866 г. графството заедно с Хановер попада на Прусия. От 1932 до 1977 г. съществува Окръг графство Хоя с главен град Сике. От 1946 г. Окръг графство Хоя е към Долна Саксония.

## Галерия
- Дворец Хоя
- Св. Мартинус към Хоя, гробното место на графовете на Хоя